# Good Hope (Dominica)
Good Hope ist ein Ort im Osten von Dominica. Die Gemeinde hatte im Jahr 2011 zusammen mit ihren Nachbarsortschaften Dix-Pas und Tranto 543 Einwohner. Good Hope liegt im Parish Saint David.

## Geographische Lage
Good Hope liegt nördlich von Petite Soufrière und südlich von Castle Bruce.